# قاين
قاين (بالفارسية: قائن) هي إحدى مدن محافظة خراسان الجنوبية ومركز مدينة قائنات في إيران وثاني أكبر مدينة من حيث عدد السكان في جنوب خراسان وتقع على بعد مائة كيلومتر من مركز المحافظة. يقدر عدد سكانها بـ 32,474 نسمة .

## أعلام
- بزرجمهر القائني